# Estadi Jules Otten
L'estadi Jules Otten va ser un camp de futbol que es trobava a Gentbrugge, a la vila de Gant, Bèlgica. Tenia una capacitat de 12.919 espectadors i, fins al 2013, quan fou demolit per ser substituït pel Ghelamco Arena, acollia els partits del KAA La Gantoise.
Fou inaugurat el 22 d'agost de 1920 pel futur rei Leopold III i va ser una de les quatre seus de la competició de futbol dels Jocs Olímpics d'Anvers. El seu nom era en homenatge a Jules Otten, un des fundadors del KAA La Gantoise.